# Иса (Колумбия)
Иса (исп. Iza) — небольшой город и муниципалитет в центральной части Колумбии, на территории департамента Бояка. Входит в состав провинции Сугамукси.

## История
Поселение, из которого позднее вырос город, было основано в 1556 году. Муниципалитет Иса был выделен в отдельную административную единицу в 1656 году.

## Географическое положение

Муниципалитет Иса

Город расположен на востоке центральной части департамента, в горной местности Восточной Кордильеры, на правом берегу реки Тона (бассейн Магдалены), к западу от озера Тота, на расстоянии приблизительно 39 километров к востоку-северо-востоку (ENE) от города Тунха, административного центра департамента. Абсолютная высота — 2531 метр над уровнем моря.
Муниципалитет Иса граничит на севере с территорией муниципалитета Фиравитоба, на северо-востоке— с муниципалитетом Согамосо, на юго-востоке и юге — с муниципалитетом Куитива, на западе — с муниципалитетом Песка. Площадь муниципалитета составляет 34 км².

## Население
По данным Национального административного департамента статистики Колумбии, совокупная численность населения города и муниципалитета в 2015 году составляла 2349 человек.
Динамика численности населения муниципалитета по годам:
| 2005 | 2006 | 2007 | 2008 | 2009 | 2010 | 2011 | 2012 | 2013 | 2014 | 2015 |
| ---- | ---- | ---- | ---- | ---- | ---- | ---- | ---- | ---- | ---- | ---- |
| 2116 | 2143 | 2165 | 2187 | 2213 | 2230 | 2251 | 2281 | 2305 | 2325 | 2349 |

Согласно данным переписи 2005 года мужчины составляли 48,9 % от населения Исы, женщины — соответственно 51,1 %. В расовом отношении белые и метисы составляли 99,9 % от населения города; негры, мулаты и райсальцы — 0,1 %.
Уровень грамотности среди всего населения составлял 88,7 %.

## Экономика
44 % от общего числа городских и муниципальных предприятий составляют предприятия торговой сферы, 29,6 % — предприятия сферы обслуживания, 26,4 % — промышленные предприятия.